# Andreas Jakobsson (snowboardzista)
Andreas Jakobsson (ur. 29 lutego 1980 w Alfta) – szwedzki snowboardzista, brązowy medalista mistrzostw świata.

## Kariera
W zawodach Pucharu Świata zadebiutował 7 grudnia 2002 roku w Tandådalen, zajmując pierwsze miejsce w big air. Tym samym już w swoim debiucie nie tylko wywalczył pierwsze pucharowe punkty, ale od razu zwyciężył. W zawodach tych wyprzedził Norwega Erika Haugo i Samiego Tuoriniemiego z Finlandii. W kolejnych startach jeszcze jeden raz znalazł się w najlepszej trójce zawodów PŚ: 8 marca 2004 roku w Mount Bachelor był trzeci w tej konkurencji. Najlepsze wyniki osiągnął w sezonie 2001/2002, kiedy to triumfował w klasyfikacji big air.
Największy sukces w karierze osiągnął w 2005 roku, kiedy na mistrzostwach świata w Whistler wywalczył brązowy medal w big air. Wyprzedzili go tam jedynie Antti Autti z Finlandii i Słoweniec Matevž Petek. Był też między innymi dwudziesty w tej konkurencji podczas rozgrywanych dwa lata wcześniej mistrzostw świata w Kreischbergu. Nie startował na igrzyskach olimpijskich.
W 2007 r. zakończył karierę.

## Osiągnięcia

### Mistrzostwa świata
| Miejsce | Dzień       | Rok  | Miejscowość | Konkurencja | Zwycięzca     |
| ------- | ----------- | ---- | ----------- | ----------- | ------------- |
| 20.     | 18 stycznia | 2003 | Kreischberg | Big Air     | Risto Mattila |
| 3.      | 21 stycznia | 2005 | Whistler    | Big Air     | Antti Autti   |
| 44.     | 22 stycznia | 2005 | Whistler    | Halfpipe    | Antti Autti   |

### Puchar Świata

#### Miejsca w klasyfikacji generalnej
- sezon 2001/2002: -
- sezon 2002/2003: -
- sezon 2003/2004: -
- sezon 2004/2005: -
- sezon 2005/2006: 324.
- sezon 2006/2007: 217.

#### Miejsca na podium
1. Tandådalen – 7 grudnia 2002 (big air) - 1. miejsce
2. Mount Bachelor – 8 marca 2004 (big air) - 3. miejsce